# Alex Campbell (hockey sur glace)
Pour l’article homonyme, voir Alex Campbell.
Alex Campbell (né le 20 avril 1948 à Chatham en Ontario au Canada) est un joueur de hockey sur glace professionnel.

## Biographie
Campbell est le premier choix du repêchage amateur de la Ligue nationale de hockey en 1964, le deuxième au total. Le premier joueur choisi est Claude Gauthier par les Red Wings de Détroit alors que Campbell est choisi par les Bruins de Boston. Il rejoint par la suite les Petes de Peterborough dans l'Association de hockey de l'Ontario pour deux saisons. En 1969-1970, il passe une saison dans le championnat universitaire.
Il joue son unique saison en tant que professionnelle lors de la saison 1971-1972 de la Ligue internationale de hockey avec les Mohawks de Muskegon. Ces derniers se rendent en finale des séries éliminatoires mais perdent contre les Wings de Port Huron.

## Statistiques
| Saison    | Équipe                 | Ligue |    | Saison régulière | Saison régulière | Saison régulière | Saison régulière | Saison régulière |   | Séries éliminatoires | Séries éliminatoires | Séries éliminatoires | Séries éliminatoires | Séries éliminatoires |
| Saison    | Équipe                 | Ligue | PJ | B                | A                | Pts              | Pun              | PJ               | B | A                    | Pts                  | Pun                  |                      |                      |
| 1964-1965 | Petes de Peterborough  | AHO   | 2  | 0                | 0                | 0                | 0                | -                | - | -                    | -                    | -                    |                      |                      |
| 1966-1967 | Petes de Peterborough  | AHO   | 47 | 8                | 18               | 26               | 12               | -                | - | -                    | -                    | -                    |                      |                      |
| 1969-1970 | Saints de St. Lawrence | ECAC  | 26 | 17               | 15               | 32               | 20               | -                | - | -                    | -                    | -                    |                      |                      |
| 1971-1972 | Mohawks de Muskegon    | LIH   | 71 | 20               | 29               | 49               | 21               | 11               | 0 | 3                    | 3                    | 2                    |                      |                      |